# Indymac Bank
Indymac Bank, av banken skrivet IndyMac Bank, var en amerikansk bank och bolåneinstitut med huvudkontor i Pasadena, Kalifornien. Banken, eller egentligen dess holdingbolag Indymac Bancorp, Inc., kollapsade 11 juli 2008 som ett led i den då pågående bolånekrisen i USA. Vid detta tillfälle var Indymac Los Angeles-områdets största sparbank och USA:s sjunde största bolåneinstitut. Det federala organet Federal Deposit Insurance Corporation, ett slags motsvarighet till Insättningsgarantinämnden har i samband med detta tagit över verksamheten, som kommer att säljas vidare, eventuellt efter styckning i flera delar.

## Historik
Företaget grundades 1985 som Countrywide Mortgage Investment, i syfte att finansiellt säkra (cross-collateralize) lån inom Countrywide Financial som var för stora att säljas till bolåneinstituten Freddie Mac och Fannie Mae. Countrywide sålde 1997 av Indymac som ett självständigt företag. Namnet är skapat som en sammandragning av Independent National Mortgage Corporation, just förkortningen "Mac" som förkortning av Mortgage Corporation förekommer i ett flertal amerikanska bolåneföretag.
I juli 2000 köpte Indymac Mortgage Holdings, Inc. företaget SGV Bancorp som ägde sparbanken First Federal Savings and Loan Association of San Gabriel Valley, och kom därmed även att omfatta regelrätt bankverksamhet. I samband med detta ändrade Indymac sitt namn till Indymac Bank och blev den nionde största banken med säte i Kalifornien.
Indymac Bancorp utökade sin verksamhet på det nationella planet i USA genom att köpa tre andra bolåneinstitut: Financial Freedom 6 juli 2004, New York Mortgage Company 2 april 2007 och Barrington Capital Corporation i september 2007.
När Indymac Bank kollapsade i juli 2008, var det den största amerikanska bank som kollapsat på 14 år.